# Филлипс, Генри (ботаник)
Генри Филлипс (англ. Henry Phillips, 1779 — 1840) — британский ботаник.

## Биография
Генри Филлипс родился в 1779 году. 
В 1821 году была опубликована его книга Pomarium Britannicum: An Historical and Botanical Account of Fruits Known in Great Britain. 
Генри Филлипс умер в 1840 году. 

## Научная деятельность
Генри Филлипс специализировался на семенных растениях.  

## Некоторые публикации
- 1821. Pomarium Britannicum: An Historical and Botanical Account of Fruits Known in Great Britain[2].
- 1823. Sylva Florifera.
- 1825. Floral Emblems.